# Polytrichum subcarinatum
Polytrichum subcarinatum är en bladmossart som beskrevs av Georg Ernst Ludwig Hampe 1875. Polytrichum subcarinatum ingår i släktet björnmossor, och familjen Polytrichaceae. Inga underarter finns listade i Catalogue of Life.